# Wendenstöcke
I Wendenstöcke (3.042 m s.l.m. - detti anche più semplicemente Wenden) sono un gruppo di montagne svizzere delle Alpi Urane.

## Descrizione
Si presentano come una muraglia di calcare alta fino a 600 metri e lunga quasi 9 km, che si sviluppa sul versante meridionale del gruppo del Titlis.
Il gruppo è ben visibile dalla strada che scende dal passo del Susten fino a Meiringen, e il piccolo abitato di Gadmen è punto di partenza per le escursioni che percorrono la sua base.

## Alpinismo
È soprattutto per l'alpinismo su roccia che il Wenden ha acquisito fama e popolarità negli ultimi 20 anni. Sulle pareti che si innalzano dai 2200 metri vi sono infatti oltre 70 vie, molte delle quali pochissimo frequentate, tutte impegnative e caratterizzate da un impegno psicofisico e tecnico che non ha uguali sulle altre pareti delle Alpi. 

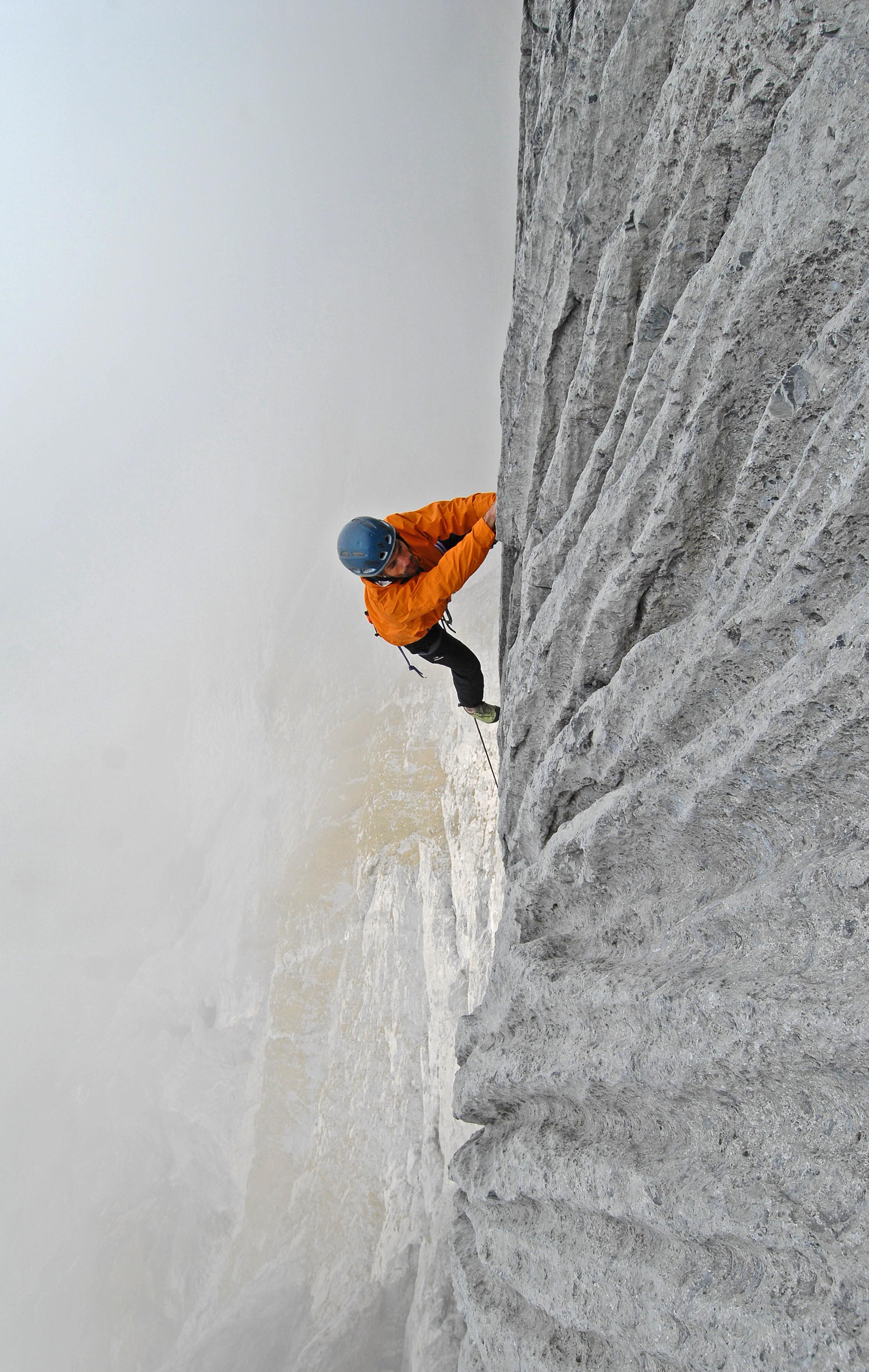
Fabio Palma climbing the route COELOPHYSIS, Wendenstöcke

La concentrazione delle vie estreme è infatti altissima, partendo dalle leggendarie Batman e Cleopatra fino alle recenti Zahir, La Svizzera, Portami Via, Coelophysis e Infinite Jest. Le ultime quattro sono state aperte da cordate italiane. La Svizzera è opera della fortissima cordata Larcher-Vigiani, mentre Portami Via, Coeolophysis e Infinite Jest dal duo Della Bordella-Palma, con partecipazione di Selva per Coelophysis. 

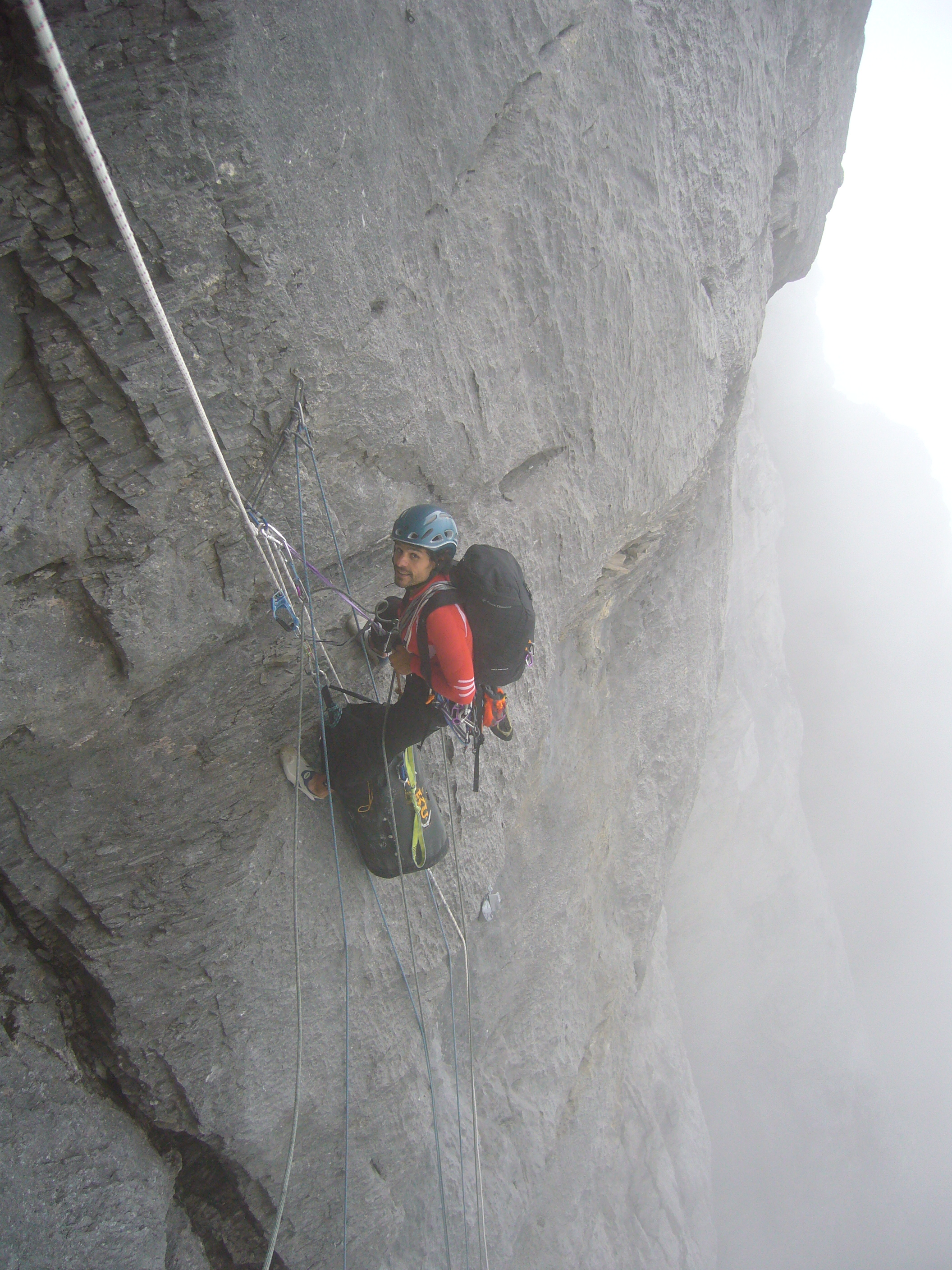
Fabio Palma, wendestocke

 Quest'ultima è probabilmente la più lunga via del Wenden, superando i 650 metri di sviluppo, ma benché raggiunga il grado di 8a+ non è la più difficile. Zahir, ripetuta da Iker Pou e dal fratello Eneko Pou nel 2010, raggiunge infatti l'8b+. Nel 2011 il duo italiano Matteo Della Bordella e Fabio Palma conclude Infinite Jest, con difficoltà fino all'8a+/b e secondo gli apritori molto impegnativa e alpinistica. La via è stata poi provata da diverse cordate ma la lunghezza delle protezioni e le difficoltà tecniche ne hanno finora impedito la completa ripetizione. Infinite Jest ha dato poi il nome ad un film prodotto dai Ragni di Lecco e distribuito da Cinehollywood con il nome "le grandi prime dei Ragni di Lecco".
Molti sono gli alpinisti svizzeri e non solo che hanno firmato ripetizioni e salite in questo massiccio. Beat Kammerlander, i fratelli Buhler, Simon Anthamatten e Ueli Steck (che ripeterono in due giorni Portami Via), Dennis Burdet, Yann Ghesquier, S. Sigfrist, Alexander Huber, Michael Pitelka, Kaspar Oschner, Pete Abegglen.
Le scalate di Matteo Della Bordella e Fabio Palma sono state riportate da diversi siti Web, fra i quali dello dei Ragni della Grignetta, sul quale Palma (che è anche scrittore) scrisse alcune pagine di apertura sulla via Portami Via. Rolando Larcher e Roberto Vigiani hanno poi descritto la via la Svizzera su diverse riviste. Tommy Caldwell, fra i più famosi arrampicatori di Big wall del mondo, ha poi reso celebre il massiccio anche negli Stati Uniti con il racconto della sua epica ripetizione di Portami Via, apparso su tutti i siti web del mondo.
Oggi sono molti gli italiani che affrontano le sue vie in estate. Permane però il rischio per la difficoltà del posto e per il livello tecnico e minimo richiesto per scalare le vie. La storia del Wenden riporta infatti qualche incidente mortale e numerosi soccorsi da parte della Rega.